# Matthieu Lussiana
Matthieu Lussiana (Champigny-sur-Marne, 8 settembre 1988) è un pilota motociclistico francese.
Anche suo padre, André Lussiana, ha corso come pilota motociclistico professionista.

## Carriera

### Gli inizi
Il suo esordio internazionale risale al 2005 quando partecipa, in qualità di wild card, al Gran Premio di Francia nella classe 125, in sella ad una Honda RS125R del team Equipe de France Espoire. Chiude la gara al diciottesimo posto non ottenendo punti. Nella stessa stagione prende parte, in qualità di pilota wild card senza punti, al Gran Premio del Mugello nel Campionato Italiano Supersport classificandosi diciottesimo.
Nel 2006 si classifica secondo nel campionato francese 125 open e partecipa nuovamente al Motomondiale con il Villiers Team Competition. Chiude la gara con un ritiro. Partecipa anche al Gran Premio di Francia a Magny-Cours in sella ad una Yamaha YZF-R6 nel Campionato europeo Superstock 600, si ritira anche in questo evento. Nel 2007 vince il Pirelli Junior Trophy.

### Superstock 1000 FIM Cup
Nel 2008 è pilota titolare nella Superstock 600 con una Yamaha R6 del team ASPI. Chiude la stagione al diciottesimo posto con venti punti ottenuti. Dal 2009 al 2015 è pilota titolare nella Superstock 1000 FIM Cup guidando motociclette Yamaha, BMW e Kawasaki. Ottiene le prestazioni migliori nel 2014 quando si classifica terzo in campionato. In questa stagione sale tre volte sul podio andando a vincere il Gran Premio di Francia a Magny-Cours. Al termine della stagione le sue prestazioni risultano decisive nella conquista del titolo costruttori da parte di Kawasaki.

### Campionato Brasiliano e gare di durata
Nel 2016 partecipa ad alcune gare nel mondiale Superbike in sella ad una BMW S1000RR del team ASPI. Ottiene un punto che gli consente di chiudere al trentacinquesimo posto in classifica piloti. Nel biennio 2017-2018 Lussiana partecipa al mondiale Endurance e al campionato Francese Superbike. Disputa inoltre le edizioni 2017 e 2018 del Gran Premio di Francia nel mondiale Superbike non ottenendo punti validi per la classifica mondiale o per il trofeo Indipendenti. Contemporaneamente agli impegni nei campionati mondiali, partecipa al BMW Race Trophy e vince due edizioni del campionato Brasiliano Superbike. Negli anni seguenti prende parte anche al mondiale Endurance; dal 2018 al 2020 con 3ART. Nel 2021 viene ingaggiato dal team 18 Sapeurs-Pompiers CMS Motostore alla guida di una Yamaha nella categoria Stock. Nel 2024 gareggia nel campionato francese Supersport.

## Risultati in gara

### Motomondiale
| 2005 | Classe | Moto  |  |  |  |    |  |  |  |    |  |  |  |  |  |  |  |  |  | Punti | Pos. |
| ---- | ------ | ----- |  |  |  | -- |  |  |  | -- |  |  |  |  |  |  |  |  |  | ----- | ---- |
| 2005 | 125    | Honda |  |  |  | 18 |  |  |  | NE |  |  |  |  |  |  |  |  |  | 0     |      |

| 2006 | Classe | Moto  |  |  |  |  |     |  |  |  |  |  |    |  |  |  |  |  |  | Punti | Pos. |
| ---- | ------ | ----- |  |  |  |  | --- |  |  |  |  |  | -- |  |  |  |  |  |  | ----- | ---- |
| 2006 | 125    | Honda |  |  |  |  | Rit |  |  |  |  |  | NE |  |  |  |  |  |  | 0     |      |

| Legenda | 1º posto        | 2º posto            | 3º posto            | A punti      | Senza punti        | Grassetto – Pole position Corsivo – Giro più veloce |
| Legenda | Gara non valida | Non qual./Non part. | Ritirato/Non class. | Squalificato | '-' Dato non disp. | Grassetto – Pole position Corsivo – Giro più veloce |

### Campionato mondiale Superbike
| 2016 | Moto |  |  |  |  |    |    |    |    |  |  |  |  |     |     |  |  |  |  |  |  |    |     |     |    |  |  |  |  | Punti | Pos. |
| ---- | ---- |  |  |  |  | -- | -- | -- | -- |  |  |  |  | --- | --- |  |  |  |  |  |  | -- | --- | --- | -- |  |  |  |  | ----- | ---- |
| 2016 | BMW  |  |  |  |  | 17 | 18 | 15 | 17 |  |  |  |  | Rit | Rit |  |  |  |  |  |  | 20 | Rit | Rit | 17 |  |  |  |  | 1     | 35º  |

| 2017 | Moto |  |  |  |  |  |  |  |  |  |  |  |  |  |  |  |  |  |  |  |  |    |    |  |  |  |  |  |  | Punti | Pos. |
| ---- | ---- |  |  |  |  |  |  |  |  |  |  |  |  |  |  |  |  |  |  |  |  | -- | -- |  |  |  |  |  |  | ----- | ---- |
| 2017 | BMW  |  |  |  |  |  |  |  |  |  |  |  |  |  |  |  |  |  |  |  |  | NP | NP |  |  |  |  |  |  | 0     |      |

| 2018 | Moto    |  |  |  |  |  |  |  |  |  |  |  |  |  |  |  |  |  |  |  |  |     |     |  |  |  |  |  |  | Punti | Pos. |
| ---- | ------- |  |  |  |  |  |  |  |  |  |  |  |  |  |  |  |  |  |  |  |  | --- | --- |  |  |  |  |  |  | ----- | ---- |
| 2018 | Aprilia |  |  |  |  |  |  |  |  |  |  |  |  |  |  |  |  |  |  |  |  | Rit | Rit |  |  |  |  |  |  | 0     |      |

| Legenda | 1º posto        | 2º posto            | 3º posto           | A punti      | Senza punti        | Grassetto – Pole position Corsivo – Giro più veloce |
| Legenda | Gara non valida | Non qual./Non part. | Ritirato/Non class | Squalificato | '-' Dato non disp. | Grassetto – Pole position Corsivo – Giro più veloce |